# Pyro Studios
A Pyro Studios egy spanyol videójáték fejlesztő cég. 1996-ban alakult azzal a céllal, hogy minőségi játékokat készítsen. Ennek a célnak tett eleget az 1998-ban megjelent Commandos: Behind Enemy Lines. A játék sikere vezetett a küldetéslemez, a Commandos: Beyond the Call of Duty megjelenéséhez.
2001 októberében megjelent a Commandos 2: Men of Courage Microsoft Windows-ra szánt verziója. Ezt követte 2002 szeptemberében az Xbox-os és PlayStation 2-es változat. Ezeket követte 2003 októberében a Commandos 3: Destination Berlin. Összességében a  Commandos-sorozat részei 3 millió példányban keltek el világszerte.
A Pyro Studios egy másik, a Commandos-tól független játéka a Praetorians. Ez egy 3d-s stratégiai játék, mely Julius Caesar hadjáratai idején játszódik.
Szintén ez a cég készítette a 2005 elején megjelent Imperial Glory című játékot.
A cég 100 dolgozót foglalkoztat, köztük programozókat, grafikus tervezőket, zenészeket, és játéktervezőket, akik jelenleg három projekten dolgoznak.